# Operacija Moonshot
Operacija Moonshot program je britanske vlade za uvođenje masovnog testiranja na COVID-19 u Engleskoj istog dana kao način da se omogući održavanje velikih okupljanja ljudi u toj zemlji uz održavanje kontrole nad virusom. Prema British Medical Journalu program ima za cilj isporučiti 10 milijuna testova dnevno do 2021. godine.
Program je izazvao zabrinutost zbog očekivanih troškova-100 milijardi funti prema objavljenom vladinom dokumentu, što je oko tri četvrtine ukupnih godišnjih troškova NHS-a u Engleskoj. Statističari su, osim toga, upozorili da s obzirom na netočnosti svojstvene svakom testu, masovno testiranje na ovoj ljestvici može uzrokovati stotine tisuća lažno pozitivnih rezultata dnevno, što za posljedicu ima da se velikom broju ljudi kaže da su zaraženi kada nisu.
Dana 22. listopada 2020. objavljeno je da je projekt "uključen" u NHS Test and Trace program koji vodi Dido Harding. Od travnja 2021. Velika Britanija nastavlja stavljati poseban naglasak na masovno ispitivanje pomoću testova bočnog protoka, dostupnih kao kompleti za kućnu upotrebu.

## Opis
Test koji je predložen za program oslanjao se na razvoj nove tehnologije za uzorke sline ili uzorke brisa da daju pozitivne ili negativne očitanja u roku od nekoliko minuta, umjesto da zahtijevaju analizu u laboratoriji, proces koji može potrajati nekoliko dana. Na ovaj način mediji, uključujući i Sheffield Telegraph, opisuju ga kao sličnog testu na trudnoću. Predviđa se da će stavljanjem ovog tipa na raspolaganje testiranje negirati potrebu ljudi da putuju do testnog centra, što može zahtijevati dugo putovanje. U vrijeme lansiranja, jedina dokazana globalna tehnologija za testiranje na COVID-19 u to vrijeme oslanjala se na PCR.

## Struktura
Operacija je provedena u okviru odgovora britanskog Ministarstva zdravstva i socijalne zaštite (DHSC) na COVID-19. U početku je to bio zasebni vladin program, ali je na kraju uključen u nacionalni NHS T&T program. Unutar operacije uspostavljen je niz polu-nezavisnih timova koji su razvijali i ocjenjivali COVID-19 tehnologije koje su u to vrijeme bile u osnovi eksperimentalne i nedokazane.
Zadatak svakog tima bio je uspostaviti i razviti jedinstveni oblik testiranja na COVID-19. Svaki tim imao je akademsko vodstvo i usredsredio se na razvoj jedinstvene tehnologije direktnog LAMP-a, LAMPore-a, masene spektrometrije, RNA LAMP-a, PCR tačke brige, testove lateralnog protoka čitača mašina i testove lateralnog protoka koji se ne temelje na mašinama ili brze testove.
Planove trijaže i evaluacije tehnologije zasnovane na mašinama vodila je britanska vlada TVG (grupa za tehničku provjeru), a tehnologiju koja nije zasnovana na mašinama nadzorna grupa COVID-19 uz doprinos Javnog zdravlja Engleske, Nacionalne zdravstvene službe, akademskih/naučnih savjetnika i DHSC.
Razvoj LAMP -a vodio je profesor Keith Godfrey s Univerziteta u Southamptonu.
Oxford Nanopore je razvio tehnologiju koja se zove LAMPore. Ugovoreni su za isporuku milijuna testova zasnovanih na novoj metodi testiranja pod nazivom Transkriptaza Loop Amplification (LAMP) koja je trenutno u razvoju; nadamo se da će ovi testovi moći postići rezultat za manje od sat vremena. Vlada je takođe platila 323 milijuna funti za 90 milijuna 20-minutnih kompleta za testiranje pljuvačke, hemikalija i 600 "Genie HT" mašina koje je napravila OptiGene, kompanija sa sjedištem u Horshamu, Sussex.

## Povijest
Projekt je na brifingu u Downing Streetu najavio britanski premijer Boris Johnson, 9. rujna 2020. Johnson je predložio da bi masovno testiranje bilo način da se sportskim i zabavnim prostorima omogući ponovno otvaranje nakon njihovog zatvaranja na početku pandemije, te za mogućnost okupljanja ljudi na božićnim zabavama. Do tog trenutka naučnici su koristili testiranje za identifikaciju ljudi koji su dali pozitivan rezultat na virus, ali Johnson je opisao ono što je opisao kao "pristup Moonshot", test koji bi pokazao ljude koji su negativni i nemaju potencijal predstavljaju opasnost za druge, dajući im tako "slobodu" da prisustvuju događajima i okupljaju se s drugima "na način koji nije bio zarazan virusom". Najavljena je pilot shema za događaje u zatvorenom i na otvorenom u Salfordu u Velikom Manchesteru, koji bi trebao početi u oktobru, s planovima za nacionalno uvođenje nakon toga. Međutim, u to vrijeme nije bilo jasno koja bi se vrsta testova mogla koristiti za masovno testiranje, iako je bilo jasno da bi to moglo uključivati detekciju virusnog antigena pomoću lateralnog toka ili izotermalno posredovanu reverzno transkripcijskom petljom Pojačanje: 18. avgusta, na zahtjev ministara u britanskom Ministarstvu zdravlja i socijalne zaštite, od javnog zdravlja Engleske Porton Down i Univerziteta u Oxfordu zatraženo je da razviju klinička istraživanja i procjene infras struktura potrebna za identifikaciju najperspektivnijih uređaja s bočnim protokom s najboljim karakteristikama.